# Tampuhan
Tampuhan è un film del 1941 diretto e sceneggiato da Lorenzo P. Tuells, con protagonisti Rogelio de la Rosa e Carmen Rosales.
Annoverato tra le più celebri pellicole filippine dell'era prebellica, fu a lungo l'ultimo film del 
sodalizio cinematografico Rosales-de la Rosa – protagonista nel biennio 1940-41 di altre produzioni quali Señorita, Lambingan, Diwa ng awit, Colegiala e Panambitan  – prima del suo ritorno avvenuto nel 1954 con Maalaala mo kaya?.